# Metropolitano de Washington

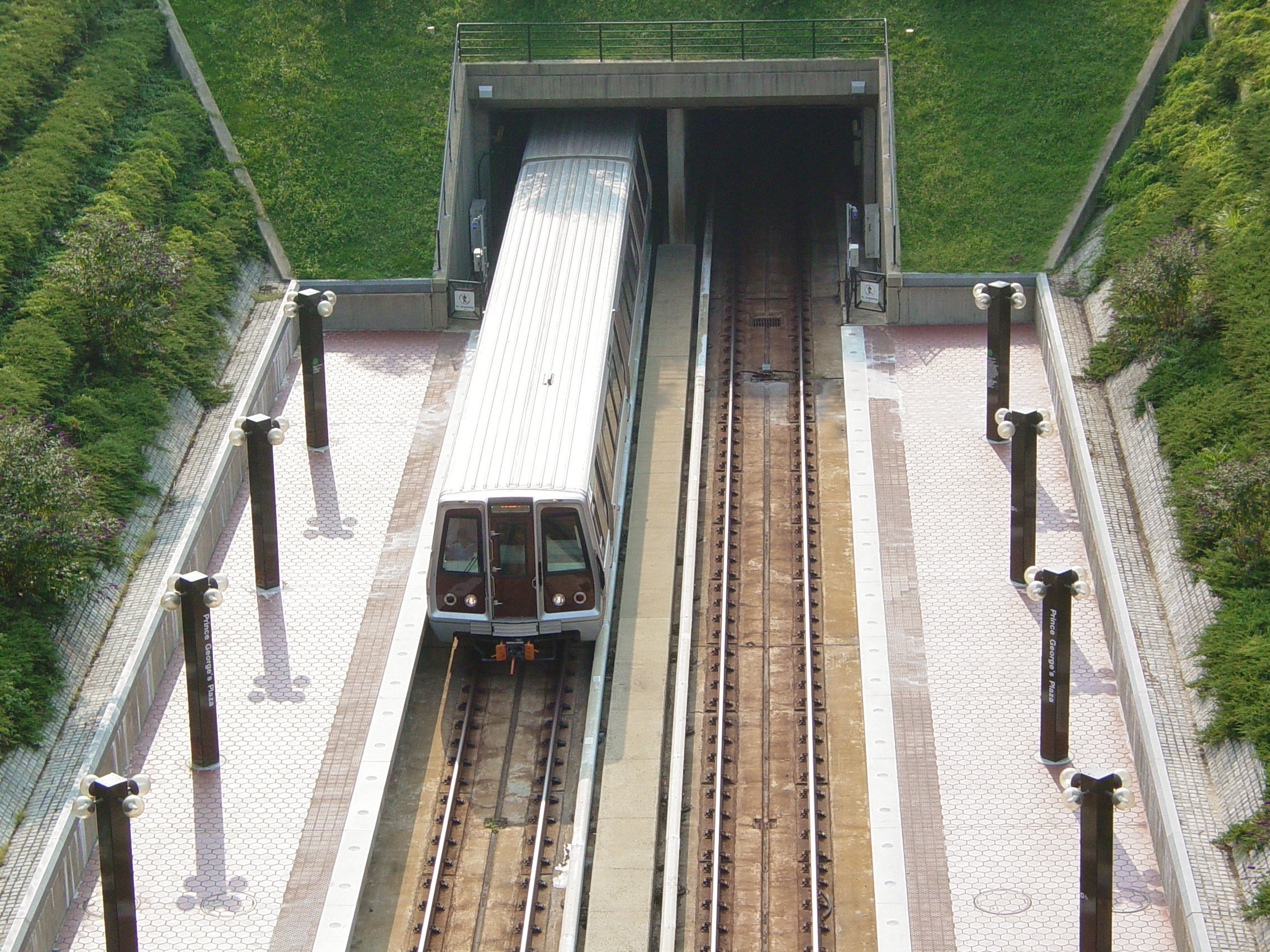
Estação Prince Georges Plaza2004

O Metrô de Washington (em inglês:  Washington Metro, oficialmente, Metrorail e comumente conhecido como Metro) é o sistema de metropolitano que opera na cidade de Washington e comunidades vizinhas nos estados de Maryland e Virgínia, nos Estados Unidos.

## História
Desde a sua inauguração em 1976, a rede tem crescido e conta com cinco linhas identificadas por cores, com 86 estações em 171 km de linha férrea. O projeto original foi concluído em 13 de janeiro de 2001.
No mês de junho de 2008, o Metrorail transportou 19.729.641 passageiros, com uma média de 798.456 por dia de trabalho.
Estão planejadas duas novas linhas o Dulles Corridor Metrorail Project, Linha Prata (29 estações - 37 km) e a Bi-County Transitway, Linha Lilás (12 estações - 25 km) que se interligará com as Linhas Vermelha (2 pontos), Verde e Laranja.
O metro é operado pela Washington Metropolitan Area Transit Authority.
O mais grave acidente ocorreu a 22 de junho de 2009 num choque entre duas composições, provocando 9 mortos e 70 feridos. O acidente dos dois comboios ocorreu entre as estações Fort Totten e Takoma, no vizinho estado do Maryland.

## Características

### Sistema
- Extensão: 171,0 km (106.3 milhas), 86 estações

linha subterrânea: 81,2 km (50.5 milhas), 47 estações
linha na superfície: 74,5 km (46.31) milhas, 33 estações
linha aérea: 14,8 km (9.22) milhas, 6 estações
- Todas as estações são acessíveis a portadores de deficiência física.

### Frota
- número de vagões: 1.116
- medidas: 22,86 m (75 pés) de comprimento por 3,048 m (10 pés) de largura

### Velocidades operacionais
- 95 km/h (59 mph) máxima
- 53 km/h (33 mph) média (incluindo paradas)

### Escadas rolantes e elevadores
- 588 escadas rolantes
- 232 elevadores nas estações e estacionamentos

## Rede
| Linha          | Cor      | Terminais                                                        | Inauguração | Estações |
| -------------- | -------- | ---------------------------------------------------------------- | ----------- | -------- |
| Linha Vermelha | Vermelha | Shady Grove ↔ Glenmont                                           | 1976        | 27       |
| Linha Laranja  | Laranja  | Vienna/Fairfax-GMU ↔ New Carrollton                              | 1978        | 26       |
| Linha Azul     | Azul     | Franconia-Springfield ↔ Largo Town Center                        | 1977        | 27       |
| Linha Amarela  | Amarela  | Huntington ↔ Fort Totten / Mt Vernon Sq/7th St-Convention Center | 1983        | 17       |
| Linha Verde    | Verde    | Branch Ave ↔ Greenbelt                                           | 1991        | 21       |
| Linha Prata    | Prata    | Route 772 ↔ Stadium-Armory                                       | [ 3 ]       | -        |
| Linha Lilás    | Lilás    | Bethesda ↔ New Carrollton                                        | -           | -        |

### Mapas
- ShouldIMetro.com  Interactive map of the DC metro system that calculates distances from addresses to the nearest Metro stop and provides useful info like next train times.
- MetroMapr.com  Interactive Google Maps of the transit systems in Boston, DC, and Philadelphia with search.
- DCRails.com  Google Maps representation of Metrorail with address lookup.
- An alternate Google Maps representation showing all lines drawn in
- Track schematic of 106 Mile System
- Track schematic of 129 mile system (Dulles Corridor Metrorail Project)
- Planned 2030 Track schematic
- Possible future map of Washington Metro
- Stationmasters, map of the Washington Metro with 360-degree photos of each station's surroundings and highly detailed local maps

### Equipamentos
- Swiger Coil Systems
- Cast Solutions, Inc.